# Leonid Alekseevič Polovinkin
Leonid Alekseevič Polovinkin (in russo Леонид Алексеевич Половинкин?; Kurgan, 13 agosto 1894 – Mosca, 8 febbraio 1949) è stato un compositore e pianista russo.
È considerato e celebrato in patria come un insigne compositore russo che ha segnato il passaggio dal modernismo musicale russo al realismo socialista stalinista.

## Biografia
Nato a Kurgan, nella Siberia centrale, Polovinkin ha studiato con Myaskovsky e Sergej Nikiforovič Vasilenko al Conservatorio di Mosca (1914-24) ed in seguito è stato direttore del Teatro centrale dei bambini di Mosca. Come molti altri giovani compositori del periodo pre-rivoluzionario, Polovinkin è stato sensibilizzato e influenzato dalle composizioni di Aleksandr Skrjabin: la struttura compositiva e le intuizioni armoniche per quarte eccedenti di Telescope 2 per orchestra del 1928, delle Événements op 5-deux piéces pour piano, della Sonata per pianoforte No. 4 del 1927, della Septième Événement (1928), dei Six morceaux pour piano, op 30 (1927-1929) sono le testimonianze dirette dell'influenza del grande maestro russo. Un distacco dal mondo compositivo di Skrjabin avviene dagli anni trenta del novecento quando Polovinkin diviene membro con Roslavet dell'Associazione radicale per la musica contemporanea, collaborando con Mosolov, Alexandrov e Shostakovich. La suite del 1936 in cinque movimenti, Dzuba, invoca una sensibilità shostakovichiana da un lato ma anche una sensibilità tipica del modernismo russo di cui Polovinkin era leader. Similmente l’Humoresque n. 2 (1937), Les Attraits (Magniti), 4 pieces pour piano del 1933 sono le testimonianze compositive del piano sociopolitico del "russian modernism". Dalla tensione tra l'Associazione radicale per la musica contemporanea e l'Associazione dei musicisti proletari nasce l'Ouverture per il primo maggio per orchestra che è certamente, dal versante prettamente storiografico e musicologico della produzione compositiva russa, la testimonianza del passaggio dal modernismo al realismo socialista musicale. L'ultimo periodo compositivo di Polovinkin è collegabile con la produzione di Shostakovisch che pone le basi per il periodo musicale stalinista e post-stalinista.

## Impatto culturale
Per il suo impegno sociale e politico all'interno dell'Associazione radicale per la musica contemporanea (AMC), il nome di Polovinkin è noto nella storiografia sovietica del novecento per le vicende e i contrasti del periodo sovietico-stalinista. Il critico musicale Frans C. Lamier ponendo attente riflessioni sull'autore e il background socio-politico afferma: "Formidabile polemista, quest'ultimo non aveva esitato ad attaccare direttamente nel suo periodico Musikalnaya Kultura il movimento proletario che stava diventando sempre più influente, impedendo in particolare la messa in scena al Bolshoi del balletto "Quattro volte Mosca", al quale Polovinkin aveva collaborato. Poco dopo, fu l'opera di Shostakovich "Il naso" ad essere accusata di non interessare i lavoratori e fu interrotta dopo la sedicesima rappresentazione. Un anno dopo, tutte le associazioni rivali furono sciolte con delibera del Comitato Centrale del 23 aprile 1932 e furono sostituite da unioni centralizzate delle diverse professioni artistiche poste al servizio di un'estetica ideologica chiamata realismo socialista (Cit. in FRANS C. LAMIER, Presentation for the CD: Polovinkin's piano works, Fuga Libera Edition, Bruxelles 2009, p. 14).

## Manoscritti ed edizioni
I manoscritti delle composizioni per orchestra, pianoforte e musica da camera sono conservati presso la biblioteca del Conservatorio di Mosca ed edite per "State Music Publisher" (Moscow-Leningrad 1947). La Schirmer Inc.Associated Music Publishers di New York ha edito la Dance of the Rat (Orchestration) l'Overture for the First of May e Telescope II (1928) per orchestra. Per quanto riguarda il contesto biblio-musicale Europeo le fonti digitalizzate per pianoforte sono presenti al Conservatoire royal de Bruxelles - École supérieure des Arts e al Conservatorio russo "Alexander Scriabin" di Parigi. Per l'Italia l'archivio delle fonti digitalizzate per le opere per pianoforte sono presenti all'Istituto Europeo di Musica- dipartimento di performance pianistica. Le musiche a stampa di Svirel zapela na mostu : Op. 23 N. 4; Posledijaja sonata dlia fortepiano; Sedmoe proissestvie : dlia fortepiano; Glaz bessonnych ne smykaja... : Op. 23 N. 6 sono presenti nella Biblioteca-Archivio Luigi Nono di Venezia. Non sono presenti allo stato attuale né fonti digitalizzate né le edizioni pubblicate da "Editore musicale di Stato" (Moscow-Leningrad 1947) o dalla Schirmer di New York, né musiche a stampa nelle biblioteche dei conservatori e università italiane.

## Discografia
Leonid Polovinkin, Piano Works, piano Anait Karpova, Fuga Libera (FUG 555) 2009;
Soviet Avant-gard 2, piano Steffen Schleiermacher, Edit. hat[now]ART (ART 115), Switzerland 1999